# John Henry (toksykolog)
John Henry (toksykolog) (ur. 11 marca 1939 w Greenwich, zm. 8 maja 2007 w Londynie) – brytyjski uczony, lekarz, profesor toksykologii.
Urodził się w rodzinie irlandzkiego doktora Johna Aloysiusa Henry’ego, internisty i lekarza drużyny Millwall Football Club, co sprawiło, że zainteresowanie futbolem angielskim syn odziedziczył na całe życie. Naukę rozpoczął w St. Joseph's Academy w Blackheath prowadzonej przez salezjanów. Studiował medycynę w King’s College Uniwersytetu Londyńskiego, gdzie w wieku 20 lat przystąpił do Opus Dei i stał się numerariuszem. 
W 1969 r. podczas wakacji we Włoszech infekcja gardła i niewłaściwe leczenie doprowadziły do niewydolności nerek. Ponieważ stan był bardzo poważny, Henry wycofał się na 5 lat z aktywności zawodowej. W latach 1967–1970 był dyrektorem Netherhall House, domu akademickiego w Hampstead. Wiadomo, że w tym okresie św. Josemaría Escrivá de Balaguer osobiście modlił się w jego intencji o pomyślną transplantację nerki, co nastąpiło w 1976 r. Udany przebieg zabiegu i wyleczenie John Henry przypisywał modlitwom założyciela Opus Dei.
Po powrocie do zdrowia powrócił do pracy jako lekarz specjalista (ang. registrar) w Guy's Hospital. W 1982 roku został konsultantem Krajowego Oddziału Zatruć (National Poisons Unit) w tymże szpitalu, przyczyniając się do uratowania wielu istnień ludzkich, szczególnie dzieci. Jednocześnie prowadził badania toksykologiczne. Od 1997 był profesorem medycyny wypadkowej i ratunkowej (ang. Accident and Emergency Medicine) na Wydziale Medycyny Imperial College w Londynie w St Mary's Hospital w Paddington. Nie tylko osiągnął wysoki stopień specjalizacji, ale potrafił jasnym i zrozumiałym językiem objaśniać kwestie medyczne. Szczególnie zajmował się skutkami, jakie w młodych organizmach powodują marihuana, kokaina i inne „miękkie narkotyki” oraz podkreślał negatywne skutki społeczne. Wyjaśniał, że ecstasy i amfetamina prowadzą do śmierci wskutek hiperpyreksji i odwodnienia. Należał do pierwszych, którzy zwrócili uwagę na niebezpieczeństwa wypływające z niedoceniania skutków ecstasy i wkrótce otrzymał pseudonim „Mr. E”. Wyniki badań naukowych prof. Henry popularyzował w programach telewizyjnych. Był ekspertem podczas głośnego śledztwa w sprawie – uznanej za cause célèbre – śmierci 18-letniej Leah Betts, zmarłej wskutek zażycia tabletki podczas urodzinowego przyjęcia. 
W czasie wyborów na Ukrainie w 2004 r. zwrócił uwagę, że kandydat opozycji Wiktor Juszczenko mógł zostać zatruty z użyciem dioksyn. On również zajmował się w szpitalu University College London w listopadzie 2006 przypadkiem otrucia rosyjskiego dysydenta, byłego podpułkownika KGB Aleksandra Litwinienki. Początkowo uważał, że śmiertelną substancją był tal, ale później uznał, że był to polon 210. 
W kwietniu 2007 trzeba było usunąć przeszczepioną nerkę. Zabieg wykonano, ale mimo dobrych rokowań prof. Henry zmarł wskutek krwotoku wewnętrznego.